# Hilda Gaxiola
Hilda Gaxiola Alvárez , née le 14 juillet 1972 à Guamúchil, est une joueuse de beach-volley mexicaine.

## Palmarès
- Jeux panaméricains
  -  Médaille d'argent en 2003 à Saint-Domingue avec Mayra García